# Элсвит, Роберт
Ро́берт Кри́стофер Э́лсвит (англ. Robert Christopher Elswit; род. 22 апреля 1950, Калифорния, США) — американский кинооператор.

## Жизнь и карьера
До того, как начать работать в кино, Элсвит прошёл обучение в нескольких высших учебных заведениях. Он получил образование в Калифорнийском университете, Южнокалифорнийском университете и Американском институте киноискусства, который окончил в 1977 году. В том же году он впервые попробовал себя оператором на съёмках любительского фильма. Элсвит стал сотрудником Industrial Light & Magic, где работал над спецэффектами к пятой и шестой частям киноэпопеи «Звёздные войны» и фильму «Инопланетянин». В 1980 году он стал работать на телевидении, где был оператором на программе «Библиотека CBS». Через год Элсвита пригласили на съёмки художественного телефильма «Одинокий огонёк». Эта телелента считается его первой работой как оператора-постановщика.
Роберт Элсвит за свою карьеру работал с разными режиссёрами. Он сделал несколько фильмов со Стивеном Джилленхалом и Гари Фледером. В 1996 году вышел фильм Пола Томаса Андерсона «Роковая восьмёрка», ставший их первой совместной работой. Это сотрудничество продолжается до сих пор.
Элсвит несколько раз работал с Джорджем Клуни, показав всё своё мастерство в его чёрно-белом фильме «Доброй ночи и удачи». Примечательно, что Элсвит изначально снял фильм в цвете, и лишь только во время постпродакшна он стал чёрно-белым. Он говорил, что этот метод сохраняет всю полноту цвета (например, оттенки чёрного и серого) и позволяет сделать визуальный ряд фильма богаче, чем если бы его изначально снимали на чёрно-белую плёнку.
В 2006 году за работу к этому фильму Роберт Элсвит получил свою первую номинацию на премию «Оскар» в категории Лучшая работа оператора-постановщика. Он проиграл: награда досталась Диону Биби за ленту «Мемуары гейши». Два года спустя он вновь был номинирован и на сей раз стал лауреатом премии Академии кинематографических искусств и наук за фильм «Нефть». Стоит также сказать, что до этого, в 1986 году, он выиграл премию «Эмми» за работу к сериалу CBS Schoolbreak Special.
Элсвит является ярым сторонником использования киноплёнки и призывает по возможности вообще отказываться от цифровых камер. Он заявляет, что у картинки, полученной при цифровой съёмке, «нет структуры, нет объёма».
Элсвит заявил, что на его творчество значительное влияние оказал Джон Кассаветис.

## Фильмография
| Фильмы | Фильмы                              | Фильмы                               | Фильмы                |
| Год    | На русском языке                    | На языке оригинала                   | Режиссёр              |
| ------ | ----------------------------------- | ------------------------------------ | --------------------- |
| 1981   | Одинокий огонёк                     | A Single Light                       | Карл Эпштейн          |
| 1985   | Верняк                              | The Sure Thing                       | Роб Райнер            |
| 1985   | Неприкаянные сердца                 | Desert Hearts                        | Донна Дейч            |
| 1986   | Конфеты или смерть                  | Trick or Treat                       | Чарльз Мартин Смит    |
| 1987   | Удивительная Грейс и Чак            | Amazing Grace and Chuck              | Майк Ньюэлл           |
| 1988   | Возвращение живых мертвецов 2       | Return of the Living Dead Part II    | Кен Видерхорн         |
| 1989   | Как я попал в колледж               | How I Got Into College               | Сэвадж Стив Холлэнд   |
| 1989   | Сердце Дикси                        | Heart Of Dixie                       | Мартин Дэвидсон       |
| 1990   | Дурное влияние                      | Bad Influence                        | Кёртис Хэнсон         |
| 1990   | Пэрис Траут                         | Paris Trout                          | Стивен Джилленхал     |
| 1992   | Рука, качающая колыбель             | The Hand That Rocks the Cradle       | Кёртис Хэнсон         |
| 1992   | Водная страна                       | Waterland                            | Стивен Джилленхал     |
| 1993   | Опасная женщина                     | A Dangerous Woman                    | Стивен Джилленхал     |
| 1994   | Дикая река                          | The River Wild                       | Кёртис Хэнсон         |
| 1996   | Роковая восьмёрка                   | Sydney                               | Пол Томас Андерсон    |
| 1996   | Чужие похороны                      | The Pallbearer                       | Мэтт Ривз             |
| 1996   | Парни                               | Boys                                 | Стэйси Кохрэн         |
| 1997   | Завтра не умрёт никогда             | Tomorrow Never Dies                  | Роджер Споттисвуд     |
| 1997   | Ночи в стиле буги                   | Boogie Nights                        | Пол Томас Андерсон    |
| 1999   | 8 миллиметров                       | 8MM                                  | Джоэл Шумахер         |
| 1999   | Магнолия                            | Magnolia                             | Пол Томас Андерсон    |
| 2000   | Чужой билет                         | Bounce                               | Дон Рус               |
| 2001   | Грабёж                              | Heist                                | Дэвид Мэмет           |
| 2001   | Пришелец                            | Impostor                             | Гэри Фледер           |
| 2002   | Любовь, сбивающая с ног             | Punch-Drunk Love                     | Пол Томас Андерсон    |
| 2003   | Джильи                              | Gigli                                | Мартин Брест          |
| 2003   | Вердикт за деньги                   | Runaway Jury                         | Гари Фледер           |
| 2005   | Сириана                             | Syriana                              | Стивен Гаан           |
| 2005   | Доброй ночи и удачи                 | Good Night, and Good Luck            | Джордж Клуни          |
| 2006   | Американская мечта                  | American Dreamz                      | Пол Вайц              |
| 2007   | Майкл Клейтон                       | Michael Clayton                      | Тони Гилрой           |
| 2007   | Нефть                               | There Will Be Blood                  | Пол Томас Андерсон    |
| 2008   | Пылающая равнина                    | The Burning Plain                    | Гильермо Арриага      |
| 2008   | Красный пояс                        | Redbelt                              | Дэвид Мэмет           |
| 2009   | Ничего личного                      | Duplicity                            | Тони Гилрой           |
| 2009   | Безумный спецназ                    | The Men Who Stare at Goats           | Грант Хеслов          |
| 2010   | Солт                                | Salt                                 | Филипп Нойс           |
| 2010   | Город воров                         | The Town                             | Бен Аффлек            |
| 2011   | Миссия невыполнима: Протокол Фантом | Mission: Impossible — Ghost Protocol | Брэд Бёрд             |
| 2012   | Эволюция Борна                      | The Bourne Legacy                    | Тони Гилрой           |
| 2014   | Стрингер                            | Nightcrawler                         | Дэн Гилрой            |
| 2014   | Врождённый порок                    | Inherent Vice                        | Пол Томас Андерсон    |
| 2015   | Миссия невыполнима: Племя изгоев    | Mission: Impossible — Rogue Nation   | Кристофер Маккуорри   |
| 2016   | Золото                              | Gold                                 | Стивен Гаан           |
| 2017   | Субурбикон                          | Suburbicon                           | Джордж Клуни          |
| 2017   | Роман Израэл, Esq.                  | Roman Israel, Esq.                   | Дэн Гилрой            |
| 2018   | Небоскрёб                           | Skyscraper                           | Роусон Маршалл Тёрбер |
| 2019   | Бархатная бензопила                 | Velvet Buzzsaw                       | Дэн Гилрой            |
| 2020   | Король Статен-Айленда               | The King of Staten Island            | Джадд Апатоу          |